# SOS Utrecht
SOS Utrecht – holenderski klub siatkarski z Utrechtu założony 17 listopada 1945 roku. W Eredivisie występował od samego początku jej istnienia, tj. od sezonu 1947/1948.
W 1947 roku męska i kobieca drużyna SOS Utrecht zwyciężyły w pierwszym oficjalnym turnieju siatkarskim w Holandii. Męska drużyna dwukrotnie zajmowała drugie miejsce w mistrzostwach Holandii (1948, 1954) i raz trzecie miejsce (1949), natomiast kobiecy zespół w 1950 roku zdobył mistrzostwo.
SOS Utrecht w 1970 roku połączył się z klubem DPC (DSO Polonia Combinatie), tworząc zespół SOS/DPC. SOS/DPC w 1986 roku wraz z klubem Utrecht VC utworzył zespół VV Utrecht.

## Osiągnięcia

### Zespół mężczyzn
- Mistrzostwa Holandii:
  -  2. miejsce (2x): 1948, 1954
  -  3. miejsce (1x): 1949

### Zespół kobiet
- Mistrzostwa Holandii:
  -  1. miejsce (1x): 1950